# المعزب (السدة)

تعديل مصدري - تعديل

المعزب محلة تابعة لقرية الشعز، التابعة لعزلة وادي حجاج بمديرية السدة إحدى مديريات محافظة إب في الجمهورية اليمنية.، بلغ تعداد سكانها 149 حسب تعداد اليمن لعام 2004.